# Silisili
Der Vulkan Silisili ist mit etwa 1858 m der höchste Berg auf Samoa. Er befindet sich auf der Insel Savaiʻi.